# Louis Francœur
Louis Francœur (Parijs, circa 1692 - aldaar, september 1745) was een Franse violist en componist.
Louis Francœur  was een zoon van Joseph Francœur, die hem muziek leerde, en broer van François Francœur. In 1704 werd hij toegelaten tot de Royal Academy of Music. In 1710 sloot hij zich aan bij Les Vingt-Quatre Violons du Roi (De Vierentwintig Violen van de Koning), een gezelschap verbonden aan het koninklijk hof, waar hij zich bij zijn vader voegde (later trad ook zijn broer toe tot het gezelschap).
In 1737 trouwde hij met Anne Madeleine Briscolier en zij kregen een zoon, Louis Joseph Francœur, eveneens violist en componist.
Louis Francœur componeerde twee boeken met sonates voor soloviool, die in 1715 en 1726 werden gepubliceerd. Deze sonates zijn pas laat ontdekt en er is een aantal composities waarvan we niet weten welke van de twee broers ze heeft geschreven. Over het algemeen klinkt de muziek van François Francœur wat moderner, wat in de 18de eeuw wil zeggen: wat Italiaanser van toon, want François was niet afkerig van de Italiaanse opera.